# کفشک‌ماهی چشم‌سفید
کفشک ماهی چشم سفید (نام علمی: Bothus podas) نام یک گونه از تیره کفشک‌ماهیان چپ‌روی است.